# Andrena barbareae
Andrena barbareae is een vliesvleugelig insect uit de familie Andrenidae. De wetenschappelijke naam van de soort is voor het eerst geldig gepubliceerd in 1805 door Panzer.